# Lathrolestes convexus
Lathrolestes convexus är en stekelart som beskrevs av Barron 1994. Lathrolestes convexus ingår i släktet Lathrolestes och familjen brokparasitsteklar. Inga underarter finns listade i Catalogue of Life.